# Landkreis Rochlitz
Der Landkreis Rochlitz war von 1939 bis zum 25. Juli 1952 und vom 17. Mai 1990 bis zum 1. August 1994 ein Landkreis in Sachsen.

## Der Landkreis von 1939 bis 1952

### Geschichte

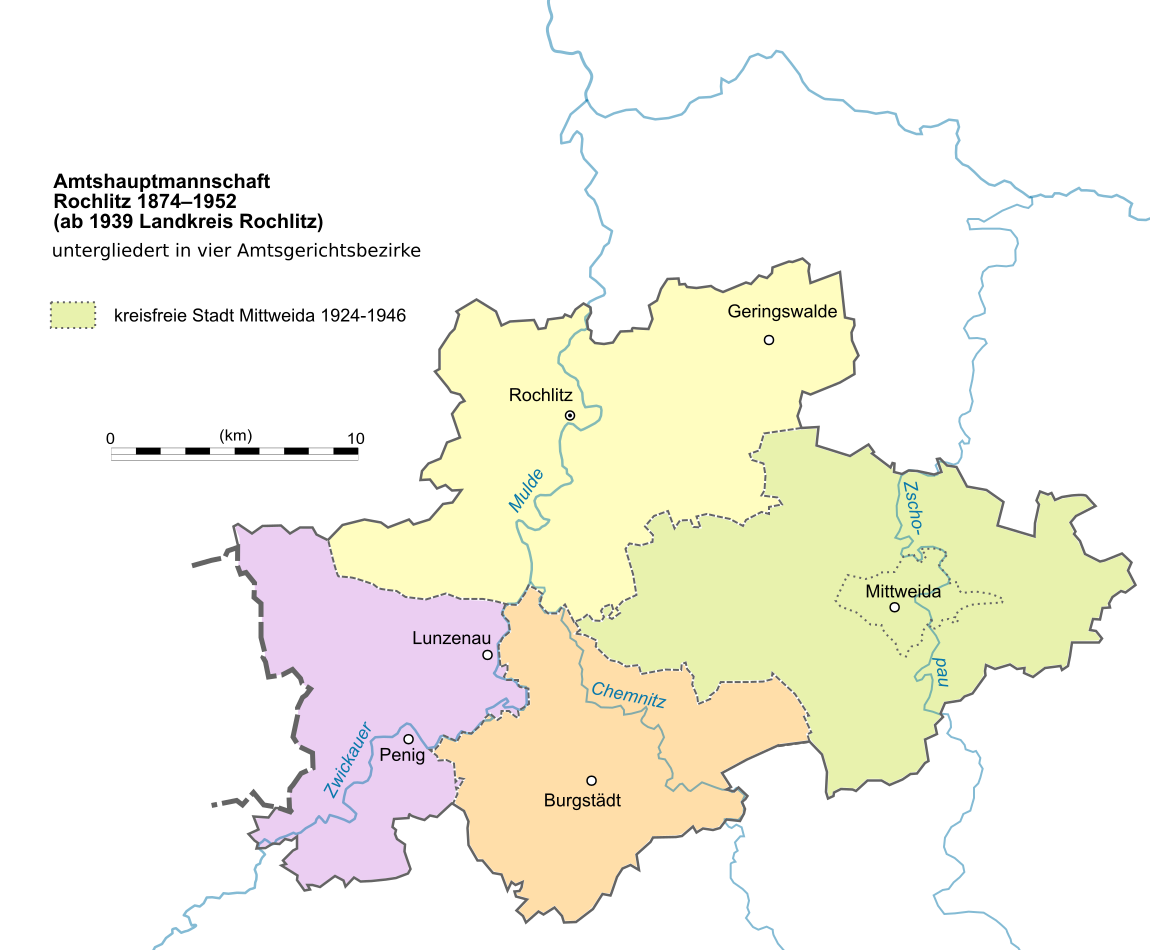
Amtshauptmannschaft bzw. Landkreis Rochlitz 1874–1952

Der Landkreis Rochlitz entstand 1939 aus der Amtshauptmannschaft Rochlitz. 1946 wurde die bisher kreisfreie Stadt Mittweida wieder in den Landkreis eingegliedert. Mit der 3. und 4. Verordnung zur Ausführung des Gesetzes über die Änderung der Kreis- und Gemeindegrenzen vom 27. April 1950 wurden erstmals im größeren Umfang Gebietsveränderungen im Landkreis durchgeführt. Dabei wurde die Anzahl der Gemeinden merklich verringert. Infolge der Auflösung der Länderstrukturen am 25. Juli 1952 in der DDR wurde der Landkreis aufgelöst und auf die Kreise Geithain, Hainichen und Rochlitz aufgeteilt. Der gleichnamige, neue Kreis Rochlitz war erheblich kleiner als sein Vorgänger.

### Landräte
- 1939–1945 Erich Rößler
- 1946–1948 Erich Knorr

### Gliederung(Stand am 1. Januar 1939)
Städte
1. Burgstädt
2. Geringswalde
3. Lunzenau
4. Penig
5. Rochlitz

Gemeinden
| 1. Aitzendorf 2. Altgeringswalde 3. Altmittweida 4. Altzschillen 5. Arnsdorf bei Penig 6. Arras 7. Beedeln 8. Berthelsdorf 9. Biesern 10. Breitenborn 11. Carsdorf 12. Ceesewitz 13. Chursdorf 14. Claußnitz 15. Corba 16. Cossen 17. Crossen 18. Diethensdorf 19. Dittmannsdorf bei Geringswalde 20. Doberenz 21. Döhlen 22. Dölitzsch 23. Dürrengerbisdorf 24. Erlau 25. Erlebach 26. Falkenhain 27. Fischheim 28. Frankenau 29. Göhren 30. Göppersdorf bei Wechselburg | 1. Göritzhain 2. Gröblitz 3. Gröbschütz 4. Großmilkau 5. Hartha bei Wechselburg 6. Hartmannsdorf 7. Helsdorf 8. Hermsdorf bei Mittweida 9. Hermsdorf bei Rochlitz 10. Herrnsdorf 11. Hilmsdorf 1949 nach Geringswalde eingemeindet 12. Himmelhartha 13. Hohenkirchen 14. Jahnshain 15. Kaufungen 16. Kleinmilkau 17. Klostergeringswalde 18. Königsfeld 19. Königshain 20. Köthensdorf-Reitzenhain 21. Köttern 22. Köttwitzsch 23. Kolkau 24. Krumbach 25. Langenleuba-Oberhain 26. Lauenhain 27. Linda 28. Markersdorf b. Burgstädt 29. Markersdorf bei Penig 30. Methau 31. Meusdorf | 1. Meusen 2. Mohsdorf 3. Mühlau 4. Mutzscheroda 5. Naundorf 6. Niederelsdorf 7. Niederrossau 8. Sächsischer Anteil von Niedersteinbach 9. Nöbeln 10. Noßwitz 11. Oberelsdorf 12. Obergräfenhain 13. Oberrossau 14. Sächsischer Anteil von Obersteinbach 15. Ottendorf 16. Penna 17. Poppitz 18. Pürsten 19. Rathendorf 20. Ringethal 21. Rochsburg 22. Röllingshain 23. Sachsendorf 24. Schlagwitz 25. Schlaisdorf 26. Schönborn-Dreiwerden 27. Schönfeld 28. Seebitzschen 29. Seelitz 30. Seifersbach 31. Seitenhain | 1. Sörnzig 2. Spernsdorf 3. Städten in Sachsen 4. Stein im Chemnitztal 5. Steudten 6. Stöbnig 7. Stollsdorf 8. Tanneberg 9. Taura 10. Tauscha 11. Thalheim 12. Thierbach 13. Topfseifersdorf 14. Uhlsdorf 15. Wechselburg 16. Weiditz 17. Weinsdorf 18. Weißbach 19. Wernsdorf 20. Wiederau 21. Winkeln 22. Wittgendorf 23. Wolkenburg 24. Zaßnitz 25. Zetteritz 26. Zettlitz 27. Zinnberg 28. Zschaagwitz 29. Zschauitz 30. Zschöppichen 31. Zschoppelshain |

Gutsbezirke
1. Allodialgut Berthelsdorf
2. Rittergut Crossen
3. Teil des Staatsforstreviers Frankenberg
4. Rittergut Gepülzig
5. Staatsforstrevier Geringswalde
6. Rittergut Großmilkau
7. Rittergut Kaufungen
8. Rittergut Kleinmilkau
9. Rittergut Klostergeringswalde
10. Rittergut Kolkau
11. Rittergut Königsfeld
12. Rittergut Neusorge
13. Rittergut Neutaubenheim
14. Lehnsherrschaft Penig
15. Rittergut Ringethal
16. Rochlitzer Berg
17. Lehnsherrschaft Rochsburg
18. Staatsforstrevier Rossau
19. Gut Scheunenpflug
20. Rittergut Schlaisdorf
21. Rittergut Thierbach bei Penig
22. Mühlengut Thierbach
23. Lehnsherrschaft Wechselburg
24. Rittergut Wolkenburg
25. Rittergut Zetteritz

Die Gutsbezirke in Sachsen wurden durch die Gemeindeordnung für den Freistaat Sachsen vom 1. August 1923 abgeschafft und bis Ende 1924 in benachbarte Gemeinden eingegliedert.
Nach dem Zweiten Weltkrieg wurde die Struktur des Landkreises auch in der sowjetischen Besatzungszone so weitergeführt. 1946 wurde die bis dahin kreisfreie Stadt Mittweida in den Landkreis eingegliedert. Nach kleineren Änderungen (Eingemeindungen) gab es 1950 bis zur Neugliederung des Kreises die einzigen größeren Änderungen in der Landkreisstruktur.

### Gebietsveränderungen am 27. Juni 1950
Gemeindeausgliederungen 
Aufgrund der 3. Verordnung zur Ausführung des Gesetzes über die Änderung der Kreis und Gemeindegrenzen vom 27. April 1950 vom 27. Juni 1950 wurde die Gemeinde Schlagwitz dem Landkreis Glauchau zugeordnet.
Gemeindezusammenschlüsse
Aufgrund der 4. Verordnung zur Ausführung des Gesetzes über die Änderung der Kreis und Gemeindegrenzen vom 27. April 1950 vom 27. Juni 1950 wurde eine Reihe von kleinen Gemeinden zu größeren Gemeinden zusammengefasst. Über 20 Gemeinden verloren somit ihre Eigenständigkeit. Dabei wurden mit Elsdorf und Rossau zwei namentlich neue Gemeinden geschaffen.
- Aitzendorf, Dittmansdorf b. Geringswalde und Hermsdorf b. Geringswalde zu Aitzendorf
- Breitenborn und Wittgendorf zu Breitenborn
- Niederelsdorf und Oberelsdorf zu Elsdorf
- Gröbschütz und Zschauitz zu Gröbschütz
- Jahnshain, Linda und Meusdorf zu Jahnshain
- Doberenz, Königsfeld und Weißbach zu Königsfeld
- Köttwitzsch und Stollsdorf zu Köttwitzsch
- Göppersdorf b. Wechselburg, Meusen und Nöbeln zu Nöbeln
- Penna und Stöbnig zu Penna
- Niederrossau, Oberrossau und Weinsdorf zu Rossau
- Poppitz und Rochlitz zu Rochlitz
- Gröblitz, Pürsten und Seelitz zu Seelitz
- Köttern, Spernsdorf und Zschaagwitz zu Zschaagwitz
- Biesern, Fischheim, Seebitzschen, Sörnzig und Steudten zu Steudten
- Herrnsdorf, Uhlsdorf und Mühlwiese zu Uhlsdorf
- Niedersteinbach, Obersteinbach und Wernsdorf zu Wernsdorf
- Städten und Zetteritz zu Zetteritz
- Ceesewitz, Methau und Zettlitz zu Zettlitz

Der Landkreis hatte damit folgende Gliederung:
Städte
1. Burgstädt
2. Geringswalde
3. Lunzenau
4. Mittweida
5. Penig
6. Rochlitz

Gemeinden
| 1. Aitzendorf 2. Altgeringswalde 3. Altmittweida 4. Altzschillen 5. Arnsdorf bei Penig 6. Arras 7. Beedeln 8. Berthelsdorf 9. Breitenborn 10. Carsdorf 11. Chursdorf 12. Claußnitz 13. Corba 14. Cossen 15. Crossen 16. Diethensdorf 17. Döhlen 18. Dölitzsch 19. Dürrengerbisdorf 20. Elsdorf 21. Erlau 22. Erlebach 23. Falkenhain 24. Frankenau | 1. Göhren 2. Göritzhain 3. Gröblitz 4. Gröbschütz 5. Großmilkau 6. Hartha 7. Hartmannsdorf bei Chemnitz 8. Helsdorf 9. Hermsdorf bei Mittweida 10. Herrnsdorf 11. Himmelhartha 12. Hohenkirchen 13. Jahnshain 14. Kaufungen 15. Kleinmilkau 16. Klostergeringswalde 17. Königsfeld 18. Königshain 19. Köthensdorf-Reitzenhain 20. Köttwitzsch 21. Kolkau 22. Krumbach 23. Langenleuba-Oberhain 24. Lauenhain | 1. Markersdorf bei Burgstädt 2. Markersdorf bei Penig 3. Mohsdorf 4. Mühlau 5. Mutzscheroda 6. Naundorf 7. Nöbeln 8. Noßwitz 9. Obergräfenhain 10. Ottendorf 11. Penna 12. Rathendorf 13. Ringethal 14. Rochsburg 15. Röllingshain 16. Rossau 17. Sachsendorf 18. Schlaisdorf 19. Schönborn-Dreiwerden 20. Schönfeld 21. Seelitz 22. Seifersbach 23. Seitenhain | 1. Stein im Chemnitztal 2. Steudten 3. Tanneberg 4. Taura 5. Tauscha 6. Thalheim 7. Thierbach 8. Topfseifersdorf 9. Uhlsdorf 10. Wechselburg 11. Weiditz 12. Wernsdorf 13. Wiederau 14. Winkeln 15. Wittgendorf 16. Wolkenburg 17. Zaßnitz 18. Zetteritz 19. Zettlitz 20. Zinnberg 21. Zschaagwitz 22. Zschöppichen 23. Zschoppelshain |

## Der Landkreis von 1990 bis 1994

### Geschichte
Der Landkreis Rochlitz entstand am 17. Mai 1990 durch ein Gesetz aus dem Kreis Rochlitz. Am 1. August 1992 wurde die Gemeinde Langenau nach Gersdorf im Landkreis Döbeln eingemeindet. Die Gemeinde Lastau wurde am 1. Januar 1994 nach Colditz im Landkreis Grimma eingemeindet. Bei der Kreisreform am 1. August 1994 wurde der Landkreis aufgelöst und größtenteils in den neuen Landkreis Mittweida eingegliedert. Die Gemeinden Erlbach und Hausdorf kamen zum neuen Muldentalkreis.

### Geographie
Das Gebiet lag im Mittelsächsischen Hügelland und erreichte mit dem Rochlitzer Berg (348 m üb. NN) seine maximale Höhe. In die Zwickauer Mulde mündet im Süden des Landkreises die Chemnitz.
| Landkreis Geithain            | Landkreis Grimma                            | Landkreis Döbeln    |
| Thüringen Landkreis Altenburg | Kompassrose, die auf Nachbargemeinden zeigt | Landkreis Hainichen |
| Landkreis Glauchau            | Landkreis Chemnitz                          |                     |

### Gliederung (Stand 17. Mai 1990)
| Städte 1. Geringswalde 2. Lunzenau 3. Penig 4. Rochlitz | Gemeinden 1. Aitzendorf 2. Altgeringswalde 3. Arnsdorf bei Penig 4. Arras 5. Berthelsdorf 6. Chursdorf bei Penig 7. Cossen 8. Crossen bei Mittweida 9. Elsdorf 10. Erlau 11. Erlbach 12. Frankenau 13. Göhren bei Rochlitz 14. Göritzhain 15. Hausdorf 16. Himmelhartha 17. Holzhausen 18. Königsfeld 19. Königshain 20. Köttwitzsch 21. Kolkau 22. Langenau 23. Leutenhain | 1. Lastau 2. Milkau 3. Mutzscheroda 4. Nöbeln 5. Noßwitz 6. Penna 7. Rochsburg 8. Sachsendorf bei Rochlitz 9. Schwarzbach 10. Schweikershain 11. Schweizerthal 12. Seelitz 13. Spernsdorf 14. Steudten 15. Stein im Chemnitztal 16. Tauscha bei Penig 17. Thierbach bei Penig 18. Topfseifersdorf 19. Wechselburg 20. Wiederau 21. Zetteritz 22. Zettlitz 23. Zschoppelshain |

### Gebietsveränderungen
Die Anzahl der Gemeinden verringerte sich von 46 auf 19.
- Auflösung der Gemeinde Langenau – Eingliederung nach Gersdorf im Landkreis Döbeln (1. August 1992)*
- Auflösung der Gemeinden Kolkau und Spernsdorf – Eingliederung nach Seelitz (1. April 1993)
- Auflösung der Gemeinde Lastau – Eingliederung nach Colditz im Landkreis Grimma (1. Januar 1994)
- Auflösung der Gemeinde Altgeringswalde – Eingliederung nach Geringswalde (1. Januar 1994)
- Auflösung der Gemeinden Köttwitzsch und Schwarzbach – Eingliederung nach Königsfeld (1. Januar 1994)
- Zusammenschluss der Gemeinden Königshain, Topfseifersdorf und Wiederau zur neuen Gemeinde Königshain-Wiederau (1. Januar 1994)
- Auflösung der Gemeinden Berthelsdorf, Cossen, Elsdorf, Göritzhain und Rochsburg – Eingliederung nach Lunzenau (1. Januar 1994)
- Auflösung der Gemeinde Sachsendorf bei Rochlitz – Eingliederung nach Milkau (1. Januar 1994)
- Auflösung der Gemeinde Arnsdorf bei Penig – Eingliederung nach Penig (1. Januar 1994)
- Auflösung der Gemeinden Noßwitz und Penna – Eingliederung nach Rochlitz (1. Januar 1994)
- Auflösung der Gemeinde Steudten – Eingliederung nach Seelitz (Eingliederung des Ortsteils Zaßnitz nach Rochlitz; 1. Januar 1994)
- Auflösung der Gemeinde Zetteritz – Eingliederung nach Seelitz (1. Januar 1994)
- Auflösung der Gemeinde Zschoppelshain – Eingliederung nach Wechselburg (Eingliederung des Ortsteils Winkeln nach Seelitz; 1. Januar 1994)
- Zusammenschluss der Gemeinden Göhren bei Rochlitz, Mutzscheroda, Nöbeln und Wechselburg zur neuen Gemeinde Wechselburg (1. Januar 1994)
- Zusammenschluss der Gemeinden Crossen bei Mittweida, Erlau und Schweikershain mit der Gemeinde Beerwalde aus dem Landkreis Hainichen zur neuen Gemeinde Erlau (1. März 1994)
- Auflösung der Gemeinde Leutenhain – Eingliederung nach Königsfeld (1. März 1994)

Kreisstruktur am 31. Juli 1994
Städte
1. Geringswalde
2. Lunzenau
3. Penig
4. Rochlitz

Gemeinden
| 1. Aitzendorf 2. Arras 3. Chursdorf bei Penig 4. Erlau 5. Erlbach 6. Frankenau 7. Hausdorf 8. Himmelhartha 9. Holzhausen 10. Königsfeld | 1. Königshain-Wiederau 2. Milkau 3. Schweizerthal 4. Seelitz 5. Stein im Chemnitztal 6. Tauscha bei Penig 7. Thierbach bei Penig 8. Wechselburg 9. Zettlitz |

### Verkehr
Durch den Landkreis führen die Bundesstraßen 107 in Nord-Süd-Richtung und die 175 in Nordost-Südwest-Richtung. Im Südwesten wird der Landkreis von der Bundesstraße 95 tangiert. Ferner führten die Bahnstrecken Glauchau–Wurzen, Neukieritzsch–Chemnitz, Riesa–Chemnitz, Rochlitz–Penig, Waldheim–Rochlitz und Wechselburg–Küchwald durch den Landkreis.